# جون وندغرين (مغني أوبرا)
جون وندغرين (بالسويدية: John Lundgren)‏ هو مغني أوبرا سويدي، ولد في 12 أكتوبر 1968.

## وصلات خارجية
- جون وندغرين على موقع IMDb (الإنجليزية)